# Straßenbahn Karlsruhe
Die Straßenbahn Karlsruhe ist neben der Stadtbahn das zweite schienengebundene öffentliche Personennahverkehrsmittel in Karlsruhe.
Das von den Verkehrsbetrieben Karlsruhe (VBK) betriebene normalspurige Straßenbahnnetz erstreckt sich über eine Gesamtlänge von 71,5 Kilometern und wird teilweise auch von der Stadtbahn mitbenutzt. Die Straßenbahn ist Bestandteil des Karlsruher Verkehrsverbunds (KVV) und besteht aus acht Linien.
Das Netz geht auf die 1877 eröffnete Pferdebahn zurück, die 1881 um eine Dampfstraßenbahn ergänzt wurde. Ab 1900 wurde das Netz elektrifiziert und erweitert.

## Geschichte

### Pferde- und Dampfbahn
Im Zuge der Industriellen Revolution wuchs auch die Stadt Karlsruhe im 19. Jahrhundert weit über ihre bisherigen Stadtgrenzen hinaus. Allein zwischen 1850 und 1890 vervierfachte sich die Einwohnerzahl auf fast 100.000 Einwohner und machte es notwendig, ein besseres Nahverkehrssystem zu schaffen. Zuerst wurde 1869 eine Pferdebahn vorgeschlagen, zunächst aber nicht erfolgreich. Erst am 21. Januar 1877 wurde die erste Pferdebahnstrecke vom Gottesauer Platz zum Mühlburger Tor in Ost-West-Richtung durch die Stadt Karlsruhe eröffnet. Noch im selben Jahr folgten eine Stichstrecke zum alten Hauptbahnhof sowie eine Verlängerung vom Mühlburger Tor in die etwa zwei Kilometer westlich gelegene Nachbarstadt Mühlburg. Die Bahn war normalspurig.

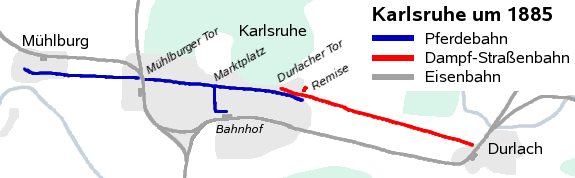
Streckennetz der Pferde- und Dampfstraßenbahn um 1885

Um auch die etwa vier Kilometer östlich von Karlsruhe gelegene Stadt Durlach anzubinden, wurde das Netz am 16. Juli 1881 um eine weitere Linie vom Durlacher Tor nach Durlach ergänzt. Wegen der größeren Entfernung wurde diese Verbindung aber als Dampfstraßenbahn betrieben. Nach 1881 blieb das Straßenbahnnetz 19 Jahre lang unverändert.
Pferde- und Dampfstraßenbahn zeigten keinen großen wirtschaftlichen Erfolg. Zwar stiegen die Fahrgastzahlen kontinuierlich von 1,6 Millionen im Jahr 1882 auf 2,5 Millionen im Jahr 1893 und 3,6 Millionen im Jahr 1899, allerdings war die finanzielle Lage des Unternehmens schlecht. So wechselten die Besitzer der Bahn in den ersten Jahren ihres Bestehens mehrmals, bis mit der Gründung der Vereinigte Karlsruher, Mühlburger und Durlacher Pferde- und Dampfbahngesellschaft eine dauerhafte Lösung gefunden wurde. 1893 war die Gesellschaft im Besitz von fünf Dampflokomotiven für die Strecke nach Durlach, 46 Pferden und 32 Wagen, davon 15 für die Dampfzüge.

### Elektrifizierung

Straßenbahnen im Akkubetrieb in der Kaiserstraße zwischen 1900 und 1903

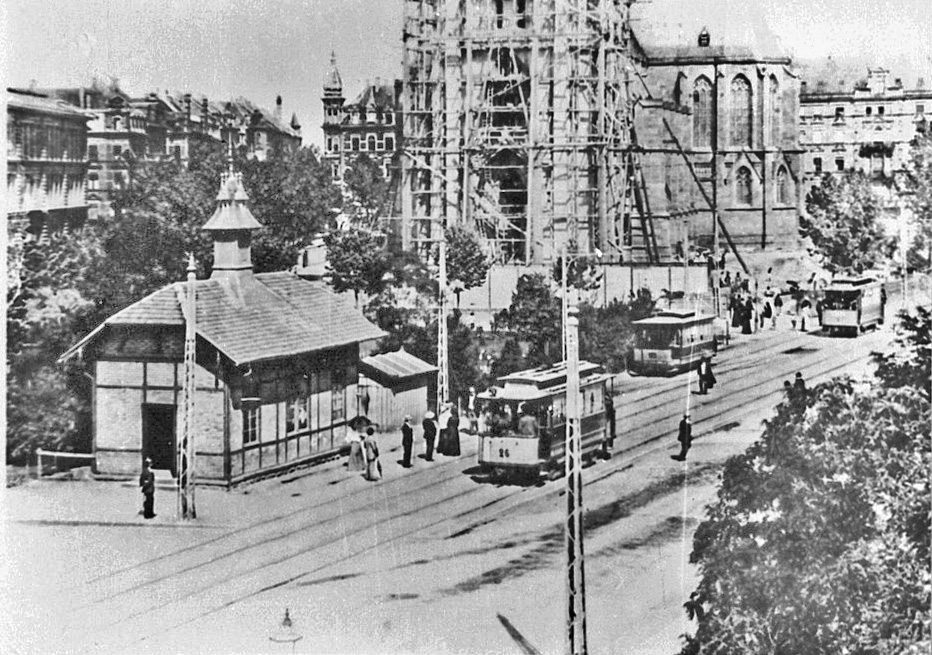
Partie am Durlacher Tor im Jahr 1900/1901 mit zwei Triebwagen der Ursprungsbauart sowie einem abgestellten Beiwagen. Am linken Bildrand das ehemalige Stationsgebäude der Dampfbahn nach Durlach

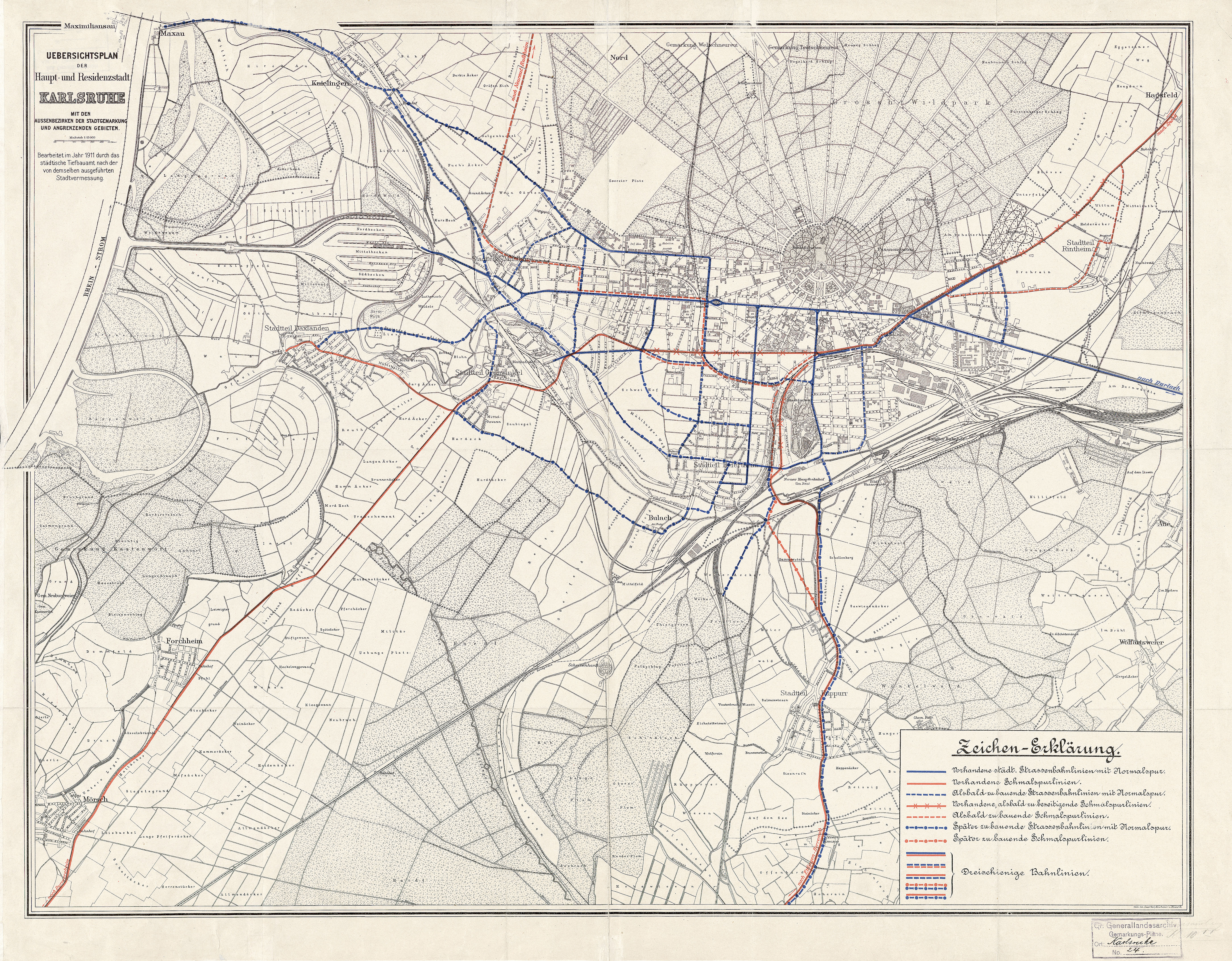
Klein- und Straßenbahnnetz 1911

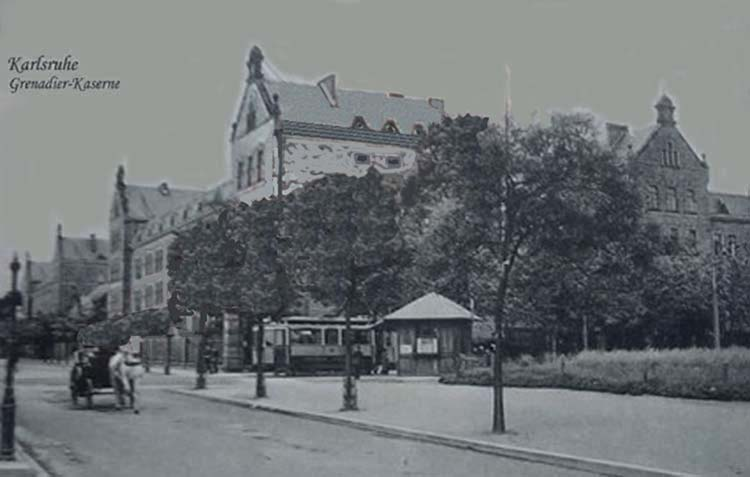
Einer der Triebwagen der ersten Generation in der Moltkestraße, nach 1907

Im Jahr 1894 übernahm die AEG die Karlsruher Pferde- und Dampfbahn und gründete die Karlsruher Straßenbahn-Gesellschaft mit dem Ziel, sie in einen elektrischen Straßenbahnbetrieb umzuwandeln. Zunächst verzögerten Bedenken, die elektrischen Oberleitungen würden das Stadtbild verschandeln und die elektrischen Bahnen würden die Messgeräte der Technischen Hochschule stören, dieses Vorhaben. Erst im Jahre 1900 konnte das Straßenbahnnetz elektrifiziert werden, allerdings sah der Kompromiss innerhalb der Karlsruher Innenstadt einen Verzicht auf Oberleitungen und stattdessen einen Betrieb mit Akkumulatortriebwagen vor.
Der erste elektrische Straßenbahnverkehr zwischen Durlacher Tor und Durlach auf der ehemaligen Dampfstraßenbahnstrecke konnte am 10. Februar 1900 eröffnet werden, mit der letzten Fahrt der Pferdebahn am 19. März war die Umstellung abgeschlossen. Für den elektrischen Betrieb waren 46 zweiachsige elektrische Triebwagen beschafft worden, von denen 19 nur auf den mit Oberleitung versehenen Außenstrecken nach Mühlburg und Durlach verkehren konnten, während die anderen 27 Wagen dank der eingebauten Akkumulatoren auch in der Innenstadt eingesetzt werden konnten. Drei Jahre später wurde auch die Innenstadtstrecken mit einer Oberleitung versehen und der Akkumulatorbetrieb aufgegeben, so dass alle Wagen freizügig eingesetzt werden konnten.
In den folgenden Jahren wurde das Streckennetz der Straßenbahn um einige Strecken in die neu entstandenen Vorstädte (Oststadt, Weststadt, Südweststadt) sowie in den nahegelegenen Nachbarort Beiertheim erweitert. Allerdings behinderten die mitten durch die Stadt führenden Strecken der Eisenbahn den Ausbau erheblich, so dass nicht alle beabsichtigten Erweiterungen realisiert werden konnten. Die Bedeutung der Straßenbahn für die städtische Entwicklung veranlasste die Stadt Karlsruhe, den Straßenbahnbetrieb im Jahr 1903 von der AEG zu erwerben und fortan als städtischen Eigenbetrieb weiterzuführen. Durch den gegenüber dem Pferde- und Dampfbetrieb beschleunigten Verkehr und der Ausweitung des Netzes stiegen die Fahrgastzahlen rasch an. So wurden im Jahr 1901 bereits 6,8 Millionen Fahrgäste gezählt, bis 1912 war die Zahl von 15,9 Millionen Passagieren erreicht.

### Entwicklung bis zum Zweiten Weltkrieg
Die Entwicklung des Karlsruher Straßenbahnnetzes war Anfang des 20. Jahrhunderts durch die zahlreichen Bahnübergänge im Stadtgebiet gehemmt, die von den Straßenbahnen nicht oder nur mit Einschränkungen überquert werden durften. Daher wurden einige der gewünschten Erweiterungen, beispielsweise in die Südstadt, erst mit der Verlegung des Karlsruher Hauptbahnhofs im Jahre 1913 möglich, so dass das Streckennetz in den folgenden Jahren nach Süden erweitert wurde. Allerdings verzögerte der Erste Weltkrieg diese Ausbauten zum Teil bis 1921.

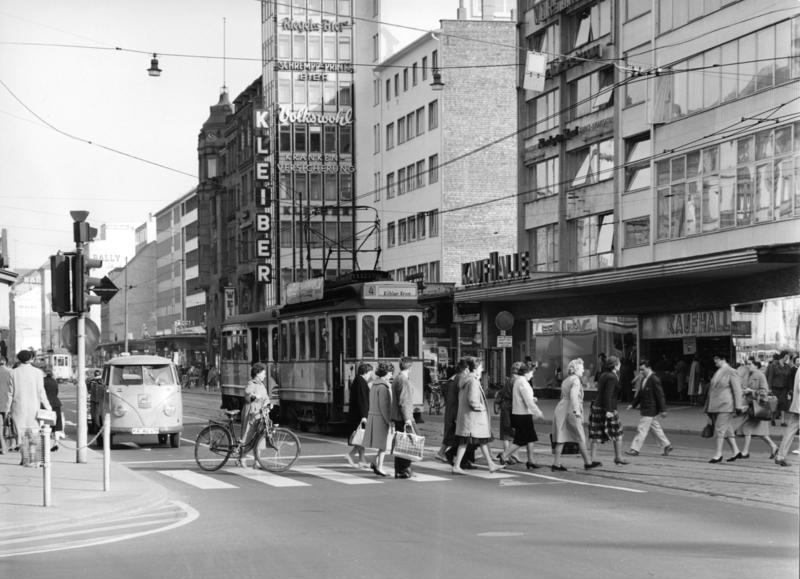
Ein Zweiachserzug in der Kaiserstraße beim Europaplatz, 1961. Der Triebwagen gehört zu den Ende der 1920er Jahre beschafften Spiegelwagen

1915 wurde die meterspurige Karlsruher Lokalbahn von der Stadt Karlsruhe übernommen und der städtischen Straßenbahn angegliedert. Allerdings wurde der Meterspurbetrieb schon bald darauf unwirtschaftlich, so dass die meisten Abschnitte bis 1938 stillgelegt wurden. Der Meterspurbetrieb endete endgültig auf der letzten Strecke nach Hagsfeld im Jahr 1955.
Nachdem die Fahrgastzahlen bis zum Ersten Weltkrieg stetig stiegen und 1919 mit 56,3 Millionen einen vorläufigen Höchststand erreichten, brachen sie bedingt durch die wirtschaftliche Notlage nach dem Krieg und die Hyperinflation 1923/24 auf nur noch 21 Millionen ein. Bis 1925 konnten sie sich wieder erholen und erreichten ein Niveau von etwa 40 Millionen Passagieren jährlich. Die wirtschaftliche Erholung nach 1924 ermöglichte die Erweiterung des Streckennetzes in Nachbarorte wie Knielingen (1925), Daxlanden (1928) und Rintheim (1929). Ebenfalls 1929 konnte das neu eröffnete Rheinstrandbad auf der Insel Rappenwört als erstes Freibad Karlsruhes angebunden werden. Wegen fehlender Bebauung im Bereich der Strecke wurde sie allerdings bis 1997 nur im Sommer während der Badesaison befahren. Die Weltwirtschaftskrise machte weitere Streckenerweiterungen in den folgenden Jahren unmöglich. Die Fahrgastzahlen sanken, der Zuschussbedarf stieg. Rationalisierungsanstrengungen durch den Einsatz von Beiwagen anstatt von Zusatzzügen waren die Folge.

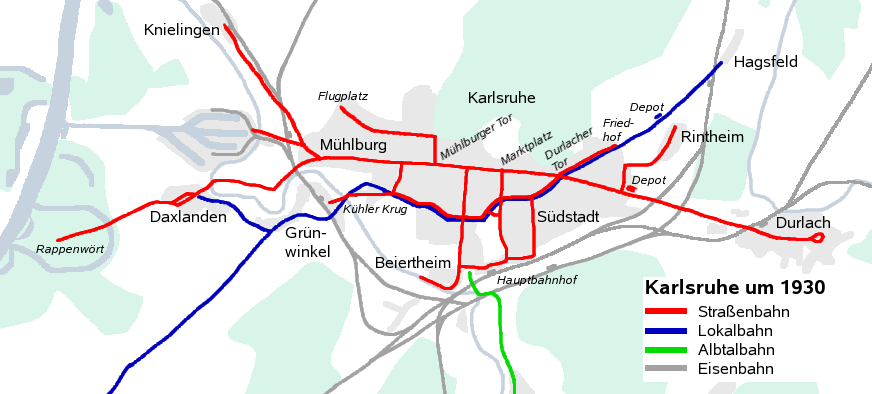
Streckennetz der Straßenbahn 1930

### Zweiter Weltkrieg
Während des Zweiten Weltkrieges wurde auch die Straßenbahn in Mitleidenschaft gezogen. Zunächst machte sich der Krieg hauptsächlich durch Personal- und Materialmangel bemerkbar, so dass wie bereits im Ersten Weltkrieg Frauen als Schaffnerinnen und Wagenführerinnen eingesetzt wurden, während in Friedenszeiten bis Anfang der 1990er Jahre die Belegschaft nur aus männlichem Personal bestand. Als Schutz vor Luftangriffen waren Verdunklungsmaßnahmen angeordnet: Scheinwerfer und Fenster wurden durch Blenden teilweise abgedeckt; außerdem erhielten die Wagen der Straßenbahn einen grauen Tarnanstrich. Wegen Kraftstoffmangels war die Nutzung von Lastwagen nur eingeschränkt möglich, so dass die Straßenbahn während der Kriegsjahre die Beförderung von Postsendungen zwischen Hauptbahnhof und Hauptpost sowie Obst- und Gemüsetransporte von der Markthalle zu verschiedenen Einzelhändlern übernahm. Wie im Ersten Weltkrieg stiegen die Fahrgastzahlen auch im Zweiten Weltkrieg erheblich an und erreichten im Jahr 1943 die Zahl von 66 Millionen Passagieren. Luftangriffe führten ab 1941 zu Schäden an den Straßenbahnstrecken, wobei vor allem durch die massiven Angriffe 1944 der Straßenbahnverkehr teilweise eingestellt werden musste und nur auf Teilstrecken wieder in Betrieb genommen werden konnte. Neben den Schäden am Streckennetz wurden auch zwei Triebwagen und drei Beiwagen total zerstört.

### Modernisierung und Ausbau
Nach der Besetzung Karlsruhes im April 1945 wurde der Straßenbahnbetrieb schrittweise wieder in Betrieb genommen. Bis 1950 war der Wiederaufbau abgeschlossen, wenngleich einige Brücken nur provisorisch instand gesetzt worden waren. Mit der Normalisierung der Verhältnisse endeten auch Obst-, Gemüse- und Postverkehr per Straßenbahn.

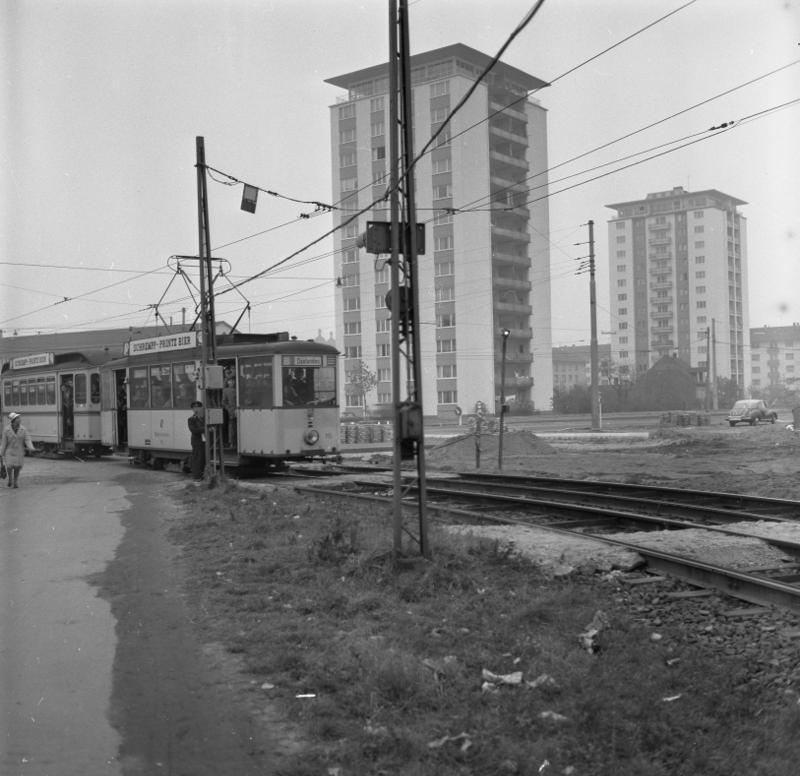
Ein KSW mit zweiachsigem Beiwagen 1961 am neu entstandenen Entenfang

Schon bald nach dem Zweiten Weltkrieg setzte ein Strukturwandel im Städtebau ein, der erhebliche Auswirkungen auf den öffentlichen Personennahverkehr hatte, so auch in Karlsruhe. Es entstanden neue, große Siedlungen an der Peripherie, die angebunden werden mussten. Ab den 1960er Jahren verstärkten sich Suburbanisierungsprozesse, die zu einem starken Wachstum der Nachbargemeinden führten und bis heute anhalten. Parallel dazu veränderte sich die Wirtschaftsstruktur: die großen Fabriken im Stadtgebiet wurden aufgegeben während am Stadtrand neue Industrie- und Gewerbegebiete entstanden.
Durch die aufkommende Massenmotorisierung bekam die Straßenbahn immer mehr Konkurrenz, zusätzlich führte der stärker werdende Autoverkehr in zunehmendem Maße zu Behinderungen auch an Straßenbahnstrecken.
Dagegen befand sich das Straßenbahnnetz Anfang der 1950er Jahre noch immer auf dem Stand von 1930. Die wirtschaftlich schwierige Lage der 1930er Jahre, Materialmangel und Zerstörungen während des Zweiten Weltkriegs hatten eine Modernisierung der Fahrzeuge und Anlagen nicht ermöglicht.
Im Gegensatz zu vielen anderen Städten, die diese Situation zum Anlass nahmen, ihr Straßenbahnnetz stillzulegen, begann Karlsruhe mit der Modernisierung des Netzes: bis 1980 wurde 75 Prozent des Streckennetzes auf eigenem, vom Autoverkehr unabhängigen Gleiskörper verlegt und – bis auf vier kurze Abschnitte – zweigleisig ausgebaut. An mehreren Stellen mussten die Straßenbahnstrecken in breitere Parallelstraßen verlegt werden. In der Innenstadt wurde ab 1974 eine Fußgängerzone eingerichtet, durch die die Straßenbahn bis zur Eröffnung des Bahntunnels im Dezember 2021 weiterhin fuhr. Auf Omnibusbetrieb umgestellt wurde nur die kurze Stichstrecke nach Beiertheim im Jahr 1956. Durch den Bau von Neubaustrecken konnten ab 1953 Netzlücken geschlossen und neu entstandene Stadtteile an das Straßenbahnnetz angebunden werden. So erhielten die Waldstadt im Jahr 1960, die Nordweststadt 1975, die Rheinstrandsiedlung 1980 und Oberreut 1986 ihre Schienenanbindungen.
Zum 1. Februar 1986 wurde die letzte Zwangshaltestelle im Straßenbahnnetz aufgehoben. Dies war die Forststraße in Rintheim, wo die Züge in Richtung Innenstadt zuvor aus Sicherheitsgründen immer halten mussten. Seither werden alle Stationen nur noch nach Bedarf bedient. Ferner wurden zum 16. März 1986 wieder farbige Liniennummern zur besseren Erkennbarkeit eingeführt, die aber nur teilweise dem 1958 abgeschafften Farbschema entsprachen. Nur die Linie A behielt ihre Kennzeichnung mit schwarzem Buchstaben auf weißem Grund.

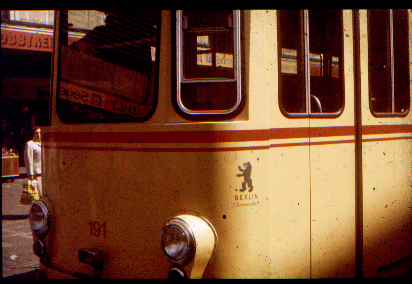
Für Karlsruhe früher typisch: Berliner Wappen und Bezirksname als Hinweis der Herkunft der Fahrzeuge (DWM bzw. Waggon Union in Berlin)

### Entstehung und Integration der Stadtbahn
Mit der Übernahme der Albtalbahn und der Bahnstrecke Busenbach–Ittersbach durch die Albtal-Verkehrs-Gesellschaft (AVG) im Jahr 1957 und ihre Umspurung und Verknüpfung mit dem Straßenbahnnetz verkehrten auch die Wagen der AVG auf den Schienen der Verkehrsbetriebe Karlsruhe und stellten eine direkte Verbindung zwischen Umland und Innenstadt her. Aus der Integration der Hardtbahn und dem späteren Zweisystem-Stadtbahnbetrieb entstand letztendlich die Stadtbahn Karlsruhe. Mit der Gründung des Karlsruher Verkehrsverbunds konnte 1994 ein einheitliches Tarifsystem eingerichtet werden.
Trotz der umfangreichen Modernisierungen stagnierten die Fahrgastzahlen zwischen 1950 und 1985 bei etwa 40 Millionen jährlich. Erst mit der Erweiterung des Netzes ab den 1980er Jahren, getaktetem Betrieb, attraktiveren Fahrpreisen und einem stärkeren Umweltbewusstsein in der Bevölkerung stiegen die Fahrgastzahlen an. 1996 wurden von der Straßenbahn bereits 66 Millionen Fahrgäste befördert.

Gleisplan 2013

### Ab 2000
Im Jahr 2000 erweiterten die VBK das Netz um eine Strecke in der Brauerstraße, 2004 erfolgte als Abzweig in und durch Durlach die Verlängerung nach Wolfartsweier.

#### Verlängerung der Linie 4 ins Europaviertel
Schon 1982 hatten die VBK den Zuschussbedarf für die Verlängerung der Straßenbahn in der Waldstadt bis ins Europaviertel angemeldet. Am 9. März 2000 begannen die Arbeiten an der Verlängerung. Die Investitionen für die 1,5 Kilometer lange Erweiterung beliefen sich auf etwa 17 Millionen Euro. Am 9. Dezember 2000 nahmen die VBK die Verlängerung in Betrieb. Die Strecke endet seither in einer Wendeschleife bei der Europäischen Schule. Die VBK ersetzten damit auch sechs Schulbusse durch die drei Schulstraßenbahnlinien 16, 17 und 18.

#### Nordstadtbahn
Die Stadt Karlsruhe bildete ihren jüngsten Stadtteil unter dem Namen „Nordstadt“ am 1. Januar 1996 aus Teilen der Weststadt, unter anderem der Hardtwald-Siedlung und dem ehemaligen Gebiet der amerikanischen Streitkräfte, der sogenannten „Amerikaner-Siedlung“. Im Zuge der Entwicklung des neuen Stadtteils reichte die vorhandene Busverbindung für die ÖPNV-Versorgung nicht mehr aus. Nach Forderungen aus Bürgerschaft und dem Gemeinderat, die Nordstadt und Neureut-Heide an das Straßenbahnnetz anzubinden, beschloss der Gemeinderat im Jahr 2000 die Erweiterung. Die Genehmigung der Planfeststellung erteilte das Regierungspräsidium am 23. Oktober 2003. Im darauf folgenden Jahr begannen die Bauarbeiten für die etwa 3,1 Kilometer lange Strecke. Die Investitionen beliefen sich auf rund 28 Millionen Euro, das Land Baden-Württemberg finanzierte davon mit Mitteln aus dem Gemeindeverkehrsfinanzierungsgesetz 85 Prozent. Mit ihren sechs neuen Haltestellen Kunstakademie/Hochschule, Synagoge, Lilienthalstraße, Duale Hochschule, Heidehof und Neureut-Heide folgt die Nordtstadtbahn weitgehend dem ursprünglichen Verlauf der Hardtbahn. Um den Baumbestand und den Grünstreifen entlang der Strecke in der Erzbergerstraße so weit wie möglich zu schonen, realisierten die VBK die Schienen als fast durchgängiges Rasengleis und die Haltestellen in aufgeständerter Form. Für die Gestaltung der Haltestellen und die Landschaftsplanung schrieb die Stadt einen städtebaulichen Wettbewerb aus.
Mit der Eröffnung am 27. Mai 2006 ging die Erweiterung in den regulären Betrieb über. Zu diesem Anlass setzten die VBK auch ein neues Linienkonzept für die Straßenbahnen um. Die Linien 2, 3 und 6 bekamen neue Routen. Die Linie 3 bedient die Strecke der Nordstadtbahn seither im regulären Zehn-Minuten-Takt. Im Herbst 2007 zeichnete die Architektenkammer Baden-Württemberg den Abschnitt mit ihrem Architekturpreis „Beispielhaftes barrierefreies Bauen“ aus. 2008 vergab der Bund Deutscher Architekten Baden-Württemberg den Hugo-Häring-Preis für die sechs neuen Haltestellen.
Auf der Strecke verkehrt mit der Inbetriebnahme des neuen Streckennetzes im Rahmen der Kombilösung ab dem 12. Dezember 2021 die Linie 1.

#### Betriebshof Gerwigstraße
Ende der 1990er Jahre begannen die VBK mit Planungen für einen neuen Betriebshof in der Gerwigstraße in der Karlsruher Oststadt. Der Neubau war unter anderem nötig geworden, um für Straßenbahnwagen mehr Platz zu schaffen und um Leerfahrten zum Betriebshof West zu vermeiden. Für neu beschaffte, breitere Wagen war der Kurvenradius in der alten Betriebshalle Ost zu gering. Nach der Zusage der Förderung des Landes Baden-Württemberg nach dem Gemeindeverkehrsfinanzierungsgesetz begann am 18. September 2006 mit dem Spatenstich der Neubau. Von den 48,5 Millionen Euro Investitionen übernahm das Land 29,9 Millionen Euro. Da sich die Förderzahlung verzögerte, mussten die VBK in Vorleistung gehen. Ursprüngliche Pläne für die Errichtung einer dritten Wagenhalle und eines Bürogebäudes auf den Hallen stellten die VBK mangels Förderung zunächst zurück. Nach etwa zwei Jahren Bauzeit ging der Betriebshof zum Fahrplanwechsel am 14. Dezember 2008 in den Probebetrieb. Am 30. Januar 2009 stellten die VBK den Betriebshof der Öffentlichkeit vor und nahmen ihn in den regulären Betrieb.
Am 6. Juli 2010 eröffnete der Betriebshof die gemeinsame Leitstelle der AVG und der VBK. Schrittweise integrierten sich alle anderen davor dezentral gelegenen Leitstellen der AVG.
Ende 2014 begannen die VBK den Bau der ursprünglich geplanten dritten Halle zusammen in einem Gesamtprojekt mit dem barrierefreien Umbau und der Verlängerung der Haltestelle Tullastraße und einem verbesserten Gleisanschluss des Betriebshofs. Die Investitionen dafür beliefen sich auf 20 Millionen Euro, von denen das Land Baden-Württemberg 12 Millionen Euro übernahm. Nach rund zwei Jahren Bauzeit nahmen die VBK die dritte Halle im Dezember 2016 in Betrieb.

#### Südostbahn
Die Entwicklung des südöstlichen Stadtgebiets von Karlsruhe führte in den 1990er Jahren zu Überlegungen für eine neue Straßenbahnverbindung. Ende des Jahres 2009 leitete die Stadt Karlsruhe das Planfeststellungsverfahren ein, etwa ein Jahr später lag die Genehmigung durch das Regierungspräsidium vor. Auf 30 Millionen Euro beliefen sich die Investitionen für die Strecke mit den vier neuen barrierefreien Haltestellen Philipp-Reis-Straße, Ostendstraße, Ostauepark und Schloss Gottesaue, davon übernahm das Land Baden-Württemberg 20 Millionen.
Mit dem Spatenstich am 3. März 2011 begann der Bau der 2,2 Kilometer langen Strecke von der Baumeisterstraße über die Ludwig-Erhard-Allee und die Schlachthofstraße bis zur Tullastraße. Die Erweiterung erhielt auch den Beinamen „Kulturlinie“, weil sie zwischen Staatstheater und Oststadt viele kulturelle Einrichtungen miteinander verbindet. Den Streckenabschnitt in der Tullastraße bauten die VBK zweigleisig für den Regelverkehr aus. Zunächst war die Eröffnung der Südostbahn zum Fahrplanwechsel im Dezember 2012 geplant. Der Fortschritt der Bauarbeiten ermöglichte eine Inbetriebnahme jedoch schon am 8. September 2012. Danach verband die Linie 6 den Südosten der Stadt im Zehn-Minuten-Takt mit dem Hauptbahnhof.
Der Streckenabschnitt zwischen dem Abzweig nach der Haltestelle Ostendstraße durch den Citypark und der Haltestelle Mathystraße wird mit dem neuen Liniennetz im Rahmen der Kombilösung nicht mehr von einer regulären Linie bedient, sondern für Überführungsfahrten, Umleitungen und ein- und aussetzende Fahrten genutzt. Die Haltestelle Volkswohnung/Staatstheater erhält wie die dort befindliche unterirdische Haltestelle den Namen „Kongresszentrum“. Die Haltestelle Philipp-Reis-Straße wird für den Schulverkehr benutzt.

#### Verlängerung der Linie 2 nach Knielingen-Nord
Im Jahr 1986 beantragten die VBK für die Verlängerung einen Zuschuss nach dem Gemeindeverkehrsfinanzierungsgesetz, 1987 fiel der Grundsatzbeschluss, den Norden Knielingens an den Schienenverkehr anzuschließen. Im Jahr 1989 teilten die VBK eine erste Verlängerung der damaligen Linie 5 ab der Haltestelle Neureuter Straße in zwei Etappen auf. Zunächst ging im Mai 1989 der Abschnitt bis zur Haltestelle Siemensallee in Betrieb, der Abschnitt bis zur damaligen Endhaltestelle Lassallestraße folgte im Dezember 1989. Bis zur Vollendung des zweiten Abschnitts wendeten die Bahnen in der Wendeschleife an der Haltestelle Neureuter Straße und fuhren von dort aus rückwärts zur Haltestelle Siemensallee. Der Endpunkt Lasallestraße erhielt dann ein provisorisches Wendedreieck. Die Straßenbahnen zeigten als Fahrtziel „Siemensallee“ an.
Nach Planungsstopps in den Jahren 1994 und 2004 setzte der Nahverkehrsplan des Karlsruher Verkehrsverbunds im Jahr 2006 die Verlängerung der Linie bis ins Konversionsgelände in Knielingen-Nord („Knielingen 2.0“) wieder auf die Agenda. 2008 nahm auch der Bebauungsplan „Eggensteiner-, Sudeten-, Pionierstraße“ für dieses Gelände die Verlängerung auf. Der Verkehrsentwicklungsplan der Stadt Karlsruhe vom Jahr 2012 gab dem Projekt eine hohe Priorität und sah eine kurzfristige Realisierung vor. Der Nahverkehrsplan 2014 nahm die Verlängerung als kurz- bis mittelfristiges Projekt auf und rechnete mit Baubeginn nicht vor 2015.
Die Zustimmung des Gemeinderats zur Planfeststellung erfolgte 2016, die des Regierungspräsidiums ein Jahr später. Die Planungen sahen vor, dass die bisherige Endhaltestelle Lasallestraße entfällt, das provisorische Wendedreieck abgebaut wird und die etwa 1,5 km lange Neubaustrecke die barrierefreien Haltestellen Sudetenstraße, Pionierstraße, Egon-Eiermann-Allee und als Endpunkt mit einer Wendeschleife Knielingen Nord erhält. Die Investitionen beliefen sich auf 14 Millionen Euro, an denen sich das Land Baden-Württemberg mit 6,1 Millionen Euro beteiligte.
Vorbereitende Arbeiten begannen im Februar 2019 mit der Rodung von Bäumen. Spatenstich war am 29. April 2019.
Seit dem 28. November 2020 befindet sich die Erweiterung im regulären Betrieb.

#### Stadtbahntunnel und Straßenbahn in der Kriegsstraße
Bereits seit den 1960er Jahren gab es Überlegungen, in der Karlsruher Innenstadt einen Straßenbahntunnel zu bauen. Als die Belastung der zentralen Verkehrsachse Kaiserstraße durch den Ausbau des Straßen- und Stadtbahnnetzes in den 1980er und 1990er Jahren immer weiter zunahm, entstanden erneut Planungen für eine Tunnelstrecke. Nach der Ablehnung der ersten Pläne in einem Bürgerentscheid 1996 wurde das Vorhaben modifiziert und 2002 in einem weiteren Bürgerentscheid bestätigt. Anfang 2010 begann der Bau des Stadtbahntunnels.
Das Projekt besteht aus mehreren Teilen:
- dem Bau eines zweigleisigen Stadtbahntunnels für mehrere Straßen- und Stadtbahnlinien in Ost-West-Richtung unter der Kaiserstraße zwischen Durlacher Tor und Mühlburger Tor mit einem Abzweig vom Marktplatz nach Süden bis zur Augartenstraße
- dem Bau einer zweigleisigen Straßenbahnstrecke in der Kriegsstraße zwischen Karlstor und Mendelssohnplatz und dem Bau eines Straßentunnels dort
- dem Abbau der oberirdischen Straßenbahngleise in der Kaiserstraße zwischen Europaplatz und Kronenplatz.

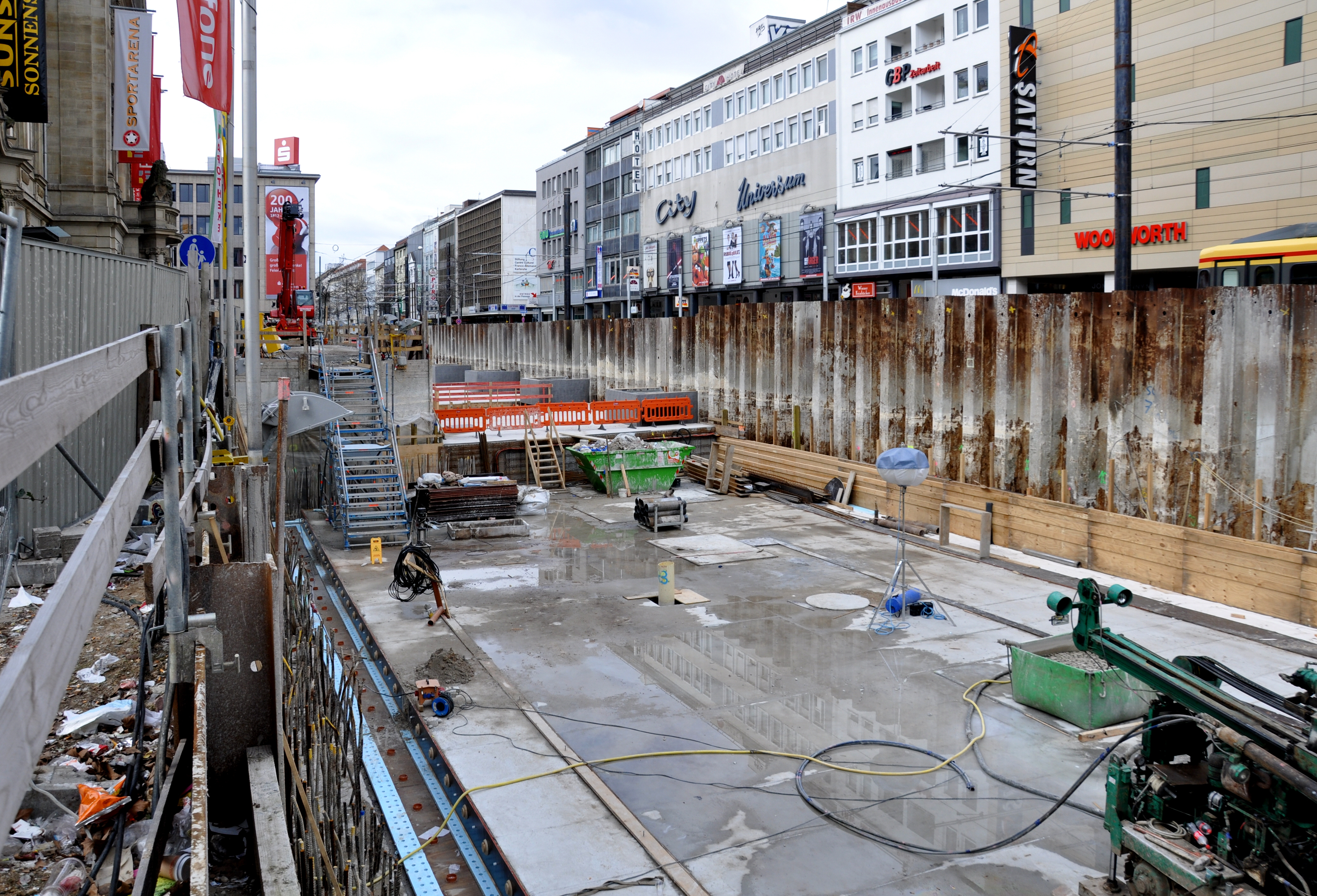
Baustelle der Tunnelhaltestelle am Europaplatz im Februar 2012

Die Gesamtkosten des Projektes beliefen sich auf über 1,5 Milliarden Euro. Die Eröffnung des Stadtbahntunnels und der Straßenbahnstrecke in der Kriegsstraße erfolgte am 11. Dezember 2021. Gleichzeitig wurde auch die Straßenbahnstrecke in der Kapellenstraße zwischen Durlacher Tor und Rüppurrer Tor wieder für den Linienverkehr geöffnet, nachdem sie seit 2011 baustellenbedingt unterbrochen und seit 1969 nur noch als Umleitungsstrecke genutzt worden war. Mit der Eröffnung des Stadtbahntunnels einher ging die Stilllegung der oberirdischen Straßenbahnstrecke in der Kaiserstraße zwischen Kronenplatz und Europaplatz. Die oberirdische Straßenbahnstrecke zwischen Marktplatz und Augartenstraße war im Zuge der Bauarbeiten bereits im November 2013 stillgelegt worden.

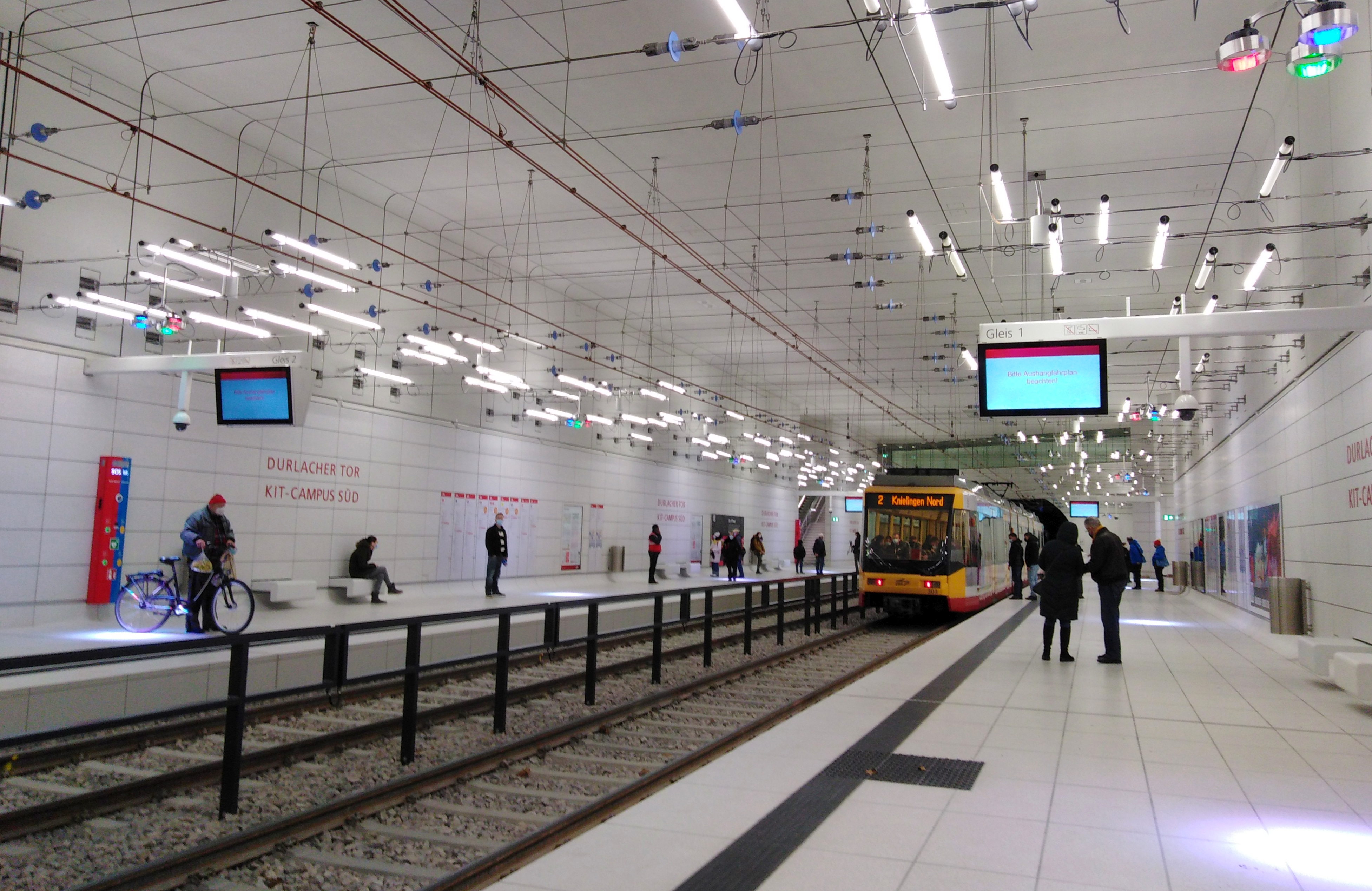
Unterirdische Haltestelle der Stadtbahn am Durlacher Tor.

An den sieben unterirdischen Stationen der neuen Strecke wurde eine spendenfinanzierte Kunstinstallation von Markus Lüpertz realisiert, die den Titel Genesis trägt. Das Kunstprojekt wurde am 28. April 2023 enthüllt.
Die Eröffnung des Autotunnels unter der Kriegsstraße erfolgte am 19. Oktober 2022.

## Liniennetz
Zum Fahrplanwechsel am 12. Dezember 2021 wurde die Kombilösung mit dem Stadtbahntunnel und der neuen Strecke an der Oberfläche in der Kriegsstraße freigegeben. Damit einhergehend wurde das derzeit gültige Liniennetz eingeführt. Die Linien 1 bis 4 verkehren montags bis samstags im 10-Minuten-Takt, abends (bis etwa 1 Uhr) und sonntags im 20-Minuten-Takt. Linie 5 verkehrt aufgrund Personalmangels ständig im 20-Minuten-Takt. Des Weiteren verkehren die Stadtbahnlinien S1, S2, S4, S5, S7, S8, S11, S12, S51 und S52 innerstädtisch als Straßenbahn und stellen auf einigen Streckenästen der Karlsruher Straßenbahn das alleinige Fahrtenangebot dar.
| Linie    | Linienweg (Manche Haltestellen sind nicht aufgeführt) | Anmerkung                                                                                              |
| -------- | --- | --- |
| 1        | Durlach Turmberg – Auer Straße/Dr. Willmar Schwabe – Tullastraße/Alter Schlachthof – Durlacher Tor [U] – Marktplatz [U] – Europaplatz [U] – Mühlburger Tor – Kunstakademie/Hochschule – Neureut-Heide                                                                        | Abschnitt Durlacher Tor – Europaplatz verläuft im Stadtbahntunnel                                      |
| 2        | Wolfartsweier – Aue – Auer Straße/Dr. Willmar Schwabe – Tullastraße/Alter Schlachthof – Durlacher Tor [U] – Marktplatz [U] – Ettlinger Tor [U] – Kongresszentrum [U] – Hauptbahnhof – ZKM – Karlstraße – Europaplatz – Städtisches Klinikum – Siemensallee – Knielingen Nord | Abschnitt Durlacher Tor – Kongresszentrum verläuft im Stadtbahntunnel                                  |
| 3        | Rintheim – Hauptfriedhof – Durlacher Tor – Kronenplatz – Rüppurrer Tor – Tivoli – Hauptbahnhof – Karlstor – Europaplatz – Entenfang – Lameyplatz – Rheinbergstraße | Richtung Daxlanden am Entenfang in den Bus 13 umsteigen. Nicht alle Busse fahren weiter bis Rappenwört |
| 4        | Europäische Schule – Jägerhaus – Waldstadt – Hirtenweg/Technologiepark – Hauptfriedhof – Durlacher Tor – Rüppurrer Tor – Ettlinger Tor – Karlstor – Europaplatz – Mühlburger Tor – Schillerstraße – Weinbrennerplatz – Europahalle – Oberreut Badeniaplatz                   | |
| 5        | Durlach Bahnhof – Tullastraße/Alter Schlachthof – Schloss Gottesaue/Hochschule für Musik – Ostendstraße – Rüppurrer Tor – Ettlinger Tor – Karlstor – Mathystraße – Weinbrennerplatz – Kühler Krug – Entenfang – Rheinhafen                                                   | |
| 8        | Wolfartsweier – Aue – Durlach Turmberg | nur einzelne Fahrten in der HVZ an Schultagen                                                          |
| 17       | Europäische Schule – Jägerhaus – Waldstadt – Hirtenweg/Technologiepark – Hauptfriedhof – Tullastraße/Alter Schlachthof – Philipp-Reis-Straße/die neue welle – Tivoli – Hauptbahnhof – Mathystraße – Weinbrennerplatz – Yorckstraße – Entenfang – Rheinhafen                  | nur einzelne Fahrten in der HVZ an Schultagen                                                          |
| 18       | Europäische Schule – Jägerhaus – Waldstadt – Hirtenweg/Technologiepark – Hauptfriedhof – Tullastraße/Alter Schlachthof – Auer Straße/Dr. Willmar Schwabe – Durlach Turmberg                                                                                                  | nur einzelne Fahrten in der HVZ an Schultagen                                                          |
| S 1 S 11 | (Hochstetten –) Haus Bethlehem – Europaplatz [U] – Marktplatz [U] – Ettlinger Tor [U] – Kongresszentrum [U] – Hauptbahnhof – Albtalbahnhof (– Bad Herrenalb/Ittersbach Rathaus)                                                                                              | Taktangebot wie bei den Straßenbahnlinien                                                              |
| S 12     | Karlsruhe Rheinhafen – Entenfang – Europaplatz – Karlstor – Albtalbahnhof (– Ittersbach Rathaus) | nur einzelne Fahrten in der HVZ                                                                        |
| S 2      | (Stutensee-Spöck –) Reitschulschlag – Hagsfeld – Hirtenweg/Technologiepark – Tullastraße/Alter Schlachthof – Durlacher Tor [U] – Marktplatz [U] – Europaplatz [U] – Entenfang – Rheinstrandsiedlung (– Rheinstetten-Mörsch)                                                  | Taktangebot wie bei den Straßenbahnlinien                                                              |
| S 4      | Albtalbahnhof – Hauptbahnhof – Kongresszentrum [U] – Ettlinger Tor [U] – Marktplatz [U] – Durlacher Tor [U] – Tullastraße/Alter Schlachthof – Durlach Bahnhof – Grötzingen Bahnhof (– Heilbronn/Öhringen)                                                                    | zwei Fahrten stündlich                                                                                 |
| S 5 S 51 | (Wörth/Germersheim –) Knielingen Rheinbergstraße – Entenfang – Europaplatz [U] – Marktplatz [U] – Durlacher Tor [U] – Tullastraße/Alter Schlachthof – Durlach Bahnhof – Grötzingen Bahnhof (– Söllingen/Pforzheim)                                                           | Taktangebot wie bei den Straßenbahnlinien                                                              |
| S 52     | (Germersheim –) Albtalbahnhof – Hauptbahnhof – Kongresszentrum [U] – Ettlinger Tor [U] – Marktplatz [U] | nur einzelne Fahrten in der HVZ                                                                        |
| S 7 S 8  | (Achern/Bondorf –) Albtalbahnhof – Hauptbahnhof – Kongresszentrum [U] – Ettlinger Tor [U] – Marktplatz [U] – Durlacher Tor [U] – Tullastraße/Alter Schlachthof | zwei Fahrten stündlich                                                                                 |

### Schulstraßenbahnlinien
Eine Besonderheit der Karlsruher Straßenbahn waren die drei sogenannten Schulstraßenbahnlinien 16, 17 und 18. Sie wurden mit Verlängerung der Linie 4 in die Waldstadt eingeführt und fuhren morgens zur Europäischen Schule und mittags beziehungsweise nachmittags von dort zurück in die Stadt. Sie wurden nicht in den öffentlichen Fahr- und Netzplänen aufgeführt und bedienten nur ausgewählte Haltestellen. Die Mitfahrt war – analog zu Schulbussen – nur Schülern der Europäischen Schule gestattet.
Zum 4. September 2023 wurden die Schulstraßenbahnen öffentlich, sie können seitdem durch jedermann genutzt werden. Die Linie 16 wurde in die Linie 17 integriert.

### Nachtverkehr
Seit dem 14. Dezember 2008 verkehren Nachtstraßenbahnen mit dem Markennamen „Nightliner“. Zunächst fuhr eine Straßenbahnlinie unter der Bezeichnung NL1/NL2 an allen Tagen stündlich in der ganzen Nacht. Es handelte sich um einen gemeinsamen Umlauf des Ostteils der Linie 1 mit einem „Kringel“ durch die Kernstadt. Am Endpunkt der NL1 warteten eine Nachtbuslinie (NL6) und drei Anrufsammeltaxis (ALT11, ALT12, ALT13). Der Nachttakt begann seit einer Nachbesserung des Angebots im Frühjahr 2009 um 1:30 Uhr (anfangs 0:30 Uhr). Der letzte Nachttakt fuhr in den Nächten auf Samstage, Sonn- und Feiertage um 6:30 Uhr. Ab 2016 wurde der durchgehende Nachtverkehr an Werktagen bis auf eine Fahrt aufgegeben.
Seit Inbetriebnahme des Innenstadttunnels im Dezember 2021 fahren die Nightliner-Straßenbahnen NL1 und NL2 nur noch in den Nächten von Freitag auf Samstag, Samstag auf Sonntag, sowie vor Feiertagen. Sie werden seitdem durch Nightliner-Fahrten der Stadtbahnlinien S1/S11, S2 und S5 ergänzt, sodass auf einigen Abschnitten im Stadtgebiet nachts ein 30- oder sogar 15-Minuten-Takt entsteht.

### Sonderhaltestelle anlässlich des Burgfests
Eine langjährige Besonderheit der Karlsruher Straßenbahn stellte die temporäre Zusatzhaltestelle Hoepfner Burgfest anlässlich der gleichnamigen Veranstaltung dar, die jährlich zu Pfingsten stattfindet. Die provisorische Station lag zwischen den regulären Haltestellen Karl-Wilhelm-Platz und Hauptfriedhof und wurde von allen dort verkehrenden Linien in beiden Fahrtrichtungen bedient. Sie erschloss somit direkt den Haupteingang des Festveranstalters, der Privatbrauerei Hoepfner. 2019 verzichteten die Verkehrsbetriebe, mit Verweis auf den zwischenzeitlich erfolgten barrierefreien Ausbau der Haltestelle Hauptfriedhof, erstmals auf diesen Service.

## Fahrzeuge

### Aktueller Wagenpark
| Bild | Typ            | Hersteller             | Lieferung | Anzahl            | Nummern                |
| ---- | -------------- | ---------------------- | --------- | ----------------- | ---------------------- |
|      | GT6-70D/N      | Duewag / Siemens       | 1995–2005 | 44                | 221 – 228; 230 - 265   |
|      | GT8-70D/N      | Duewag / Siemens       | 1999–2003 | 25                | 301 – 325              |
|      | NET 2012       | Vossloh / Stadler Rail | 2014–2019 | 75                | 326 – 400              |
|      | VDV Tram Train | Stadler Rail           | 2026-2032 | 73 (Optional 125) | 100 - 172, (173 - 224) |

Die Fahrzeuge des Typs NET 2012 werden gemeinsam mit der AVG für die Linien S1, S11 und S12 in einem Fahrzeugpool eingesetzt.
Auf der Tramlinie 5 werden planmäßig nur Fahrzeuge des Typs GT6-70D/N eingesetzt.
Auf den Linien 8, 17 und 18 kommt es regelmäßig zu Einsätzen von Fahrzeugen der Reihe GT8-100C/2S der AVG. Dies sind aktuell die einzigen planmäßigen Einsätze dieser Fahrzeuge in der Karlsruher Innenstadt. Eines dieser Fahrzeuge gehört wegen dieser Fahrten inzwischen zum Bestand der VBK.

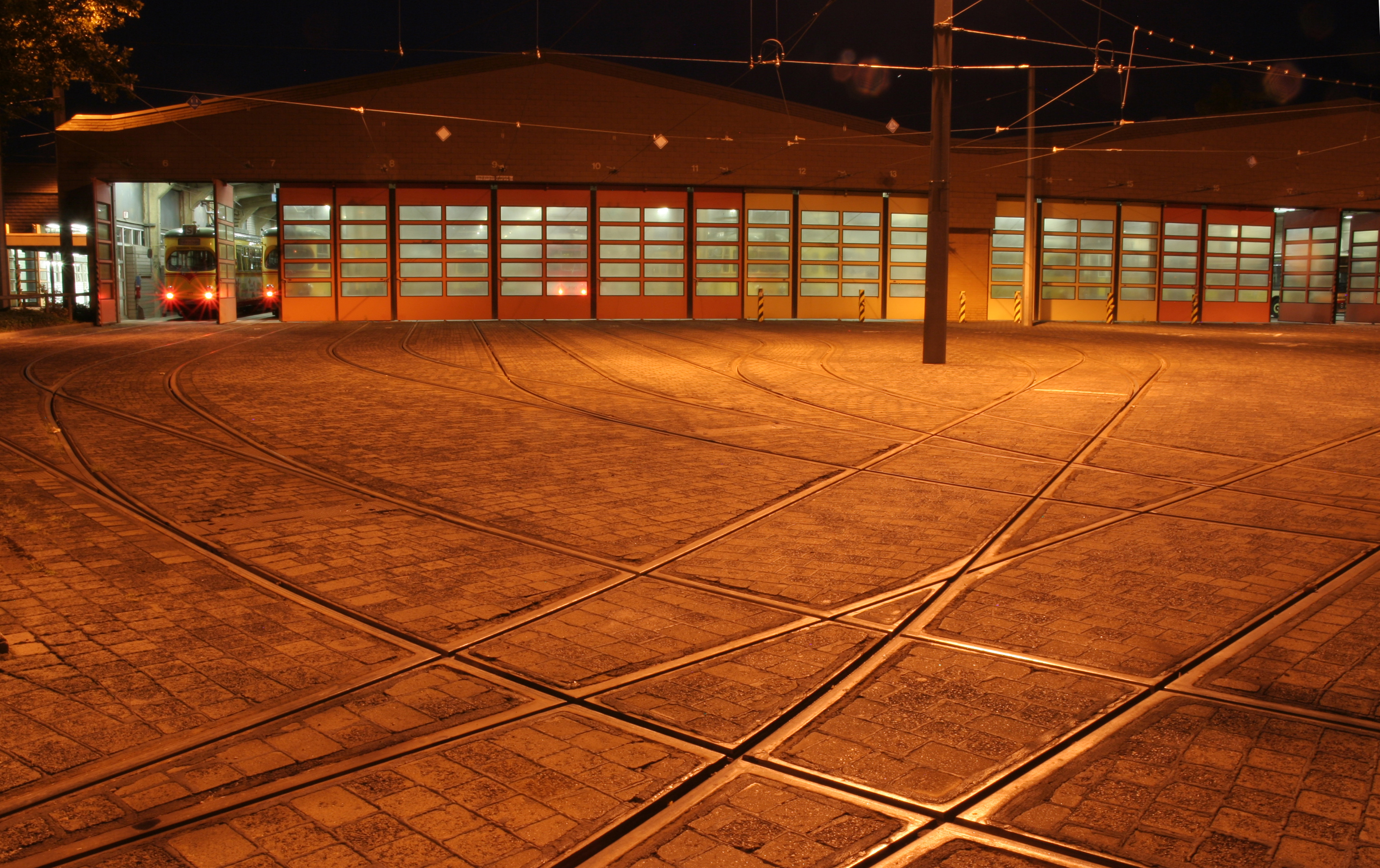
Betriebshof Tullastraße

### Fahrzeuggeschichte
Die ersten Wagen, die bei der Karlsruher Straßenbahn anlässlich der Elektrifizierung beschafft wurden, waren 27 zweiachsige Akkumulator-Triebwagen von Herbrand und 19 gleichartige Wagen ohne Akkumulatoren von Lindner. Diese wurden ab den 1930er Jahren wegen ihrer geringen Motorleistung ausgemustert.
Von 1913 bis 1926 wurden 36 Trieb- und 52 Beiwagen des Typs Residenzwagen beschafft, die von verschiedenen Herstellern bezogen wurden. Sie prägten das Bild der Karlsruher Straßenbahn bis in die 1960er Jahre.
Für die aufkommensstarken Linien wurden von 1929 bis 1941 insgesamt 20 Trieb- und 10 Beiwagen des Typs „Spiegelwagen“ beschafft, die auf der Bauweise der Residenzwagen basierten, aber einen Meter länger waren. Hersteller aller Spiegelwagen war die Waggonfabrik Rastatt.

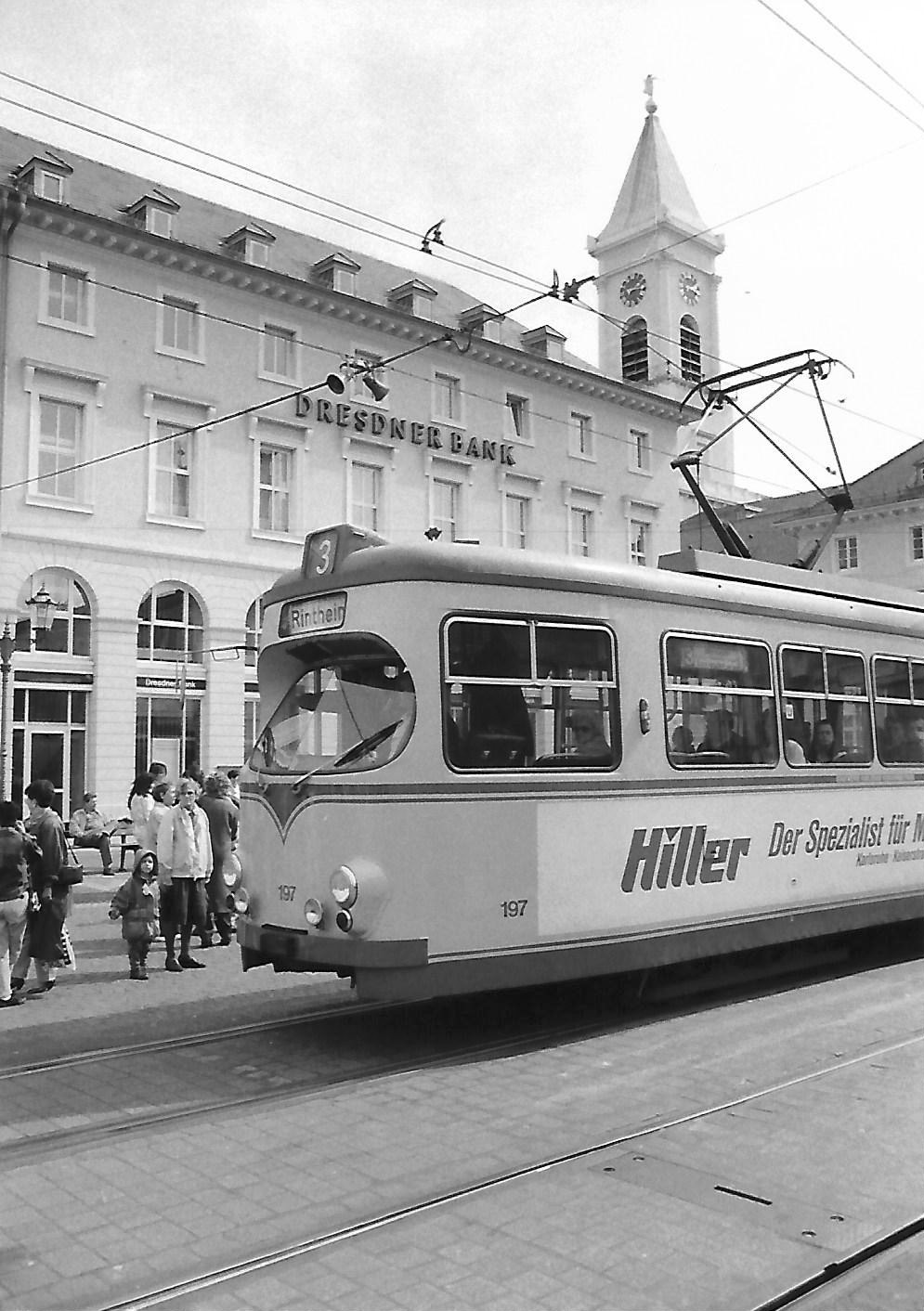
Straßenbahnwagen des Typs GT8-D (Nr. 197) an der Haltestelle Marktplatz (1993)

Der Fahrzeugpark konnte durch die Beschaffung von 15 vierachsigen Großraumwagen T4 ab 1954 und acht vierachsigen Großraumwagen T4-EP ab 1958 und 75 sechs- und achtachsigen Gelenktriebwagen des Typs GT6-EP, GT6-D und GT8-D zwischen 1959 und 1978 grundlegend erneuert werden, so dass die zweiachsigen Wagen aus der Vorkriegszeit bis Anfang der 1970er Jahre aus dem Fahrgastbetrieb ausscheiden konnten. Durch die neuen Fahrzeuge war 1969 auch die Einführung des schaffnerlosen Betriebs und damit ein weiterer Rationalisierungsschritt möglich.
Für die Umspurung der Albtalbahn und der Bahnstrecke Busenbach–Ittersbach von Meter- auf Normalspur wurden zwischen 1958 und 1969 von der AVG 21 Gelenktriebwagen beschafft, die von den Waggonfabriken Düwag und Rastatt produziert worden waren. Durch die Verknüpfung dieser Strecken mit dem Straßenbahnnetz verkehrten diese Wagen von Beginn an auch auf dem Straßenbahnnetz. Ab 1983 wurden sie nicht mehr auf den Stadtbahnstrecken eingesetzt, sondern verkehrten im Karlsruher Straßenbahnnetz. Ab 1995 wurden sie schrittweise bis Mitte der 2000er Jahre abgestellt.
Im Jahr 1981 übernahm die Straßenbahn Karlsruhe zehn gebrauchte Zweirichtungs-Gelenktriebwagen GT8 von der Dortmunder Straßenbahn. Sie kamen bis zum Jahr 1983 regelmäßig zum Einsatz und wurden zwischen 1985 und 1990 verschrottet.
Ab Mitte der 1990er Jahre wurde der Fahrzeugpark durch die Beschaffung von Niederflurwagen erneuert, so dass die Gelenktriebwagen aus den 1960er und 1970er Jahren weitgehend aus dem Betrieb genommen werden konnten. Nur auf der Linie 5 kamen die älteren Fahrzeuge noch bis zum 22. Mai 2015 zum Einsatz, weil für die breiteren Niederflurwagen auf dieser Strecke Begegnungsverbote bestanden und nach dem barrierefreien Umbau dieser Strecke noch nicht genug Wagen verfügbar waren, so dass die Linie 5 einige Monate in West- und Ostteil getrennt war.

## Planungen
Langfristige Planungen existieren zur Verlängerung der Nordstadtbahn von der Heide in die Kirchfeldsiedlung sowie für eine Querspange durch die Pulverhausstraße zur Anbindung der Heidenstückersiedlung. Ferner wird eine Verlängerung der Straßenbahnstrecke von der derzeitigen Endstelle in Durlach zum Turmbergbad geplant, um das dort geplante Neubaugebiet anzubinden.